# Stortjärnen (Malå socken, Lappland, 724584-162317)
Stortjärnen är en sjö i Malå kommun i Lappland och ingår i Skellefteälvens huvudavrinningsområde. Sjön har en area på 0,0765 kvadratkilometer och ligger 315,2 meter över havet.

## Delavrinningsområde
Stortjärnen ingår i det delavrinningsområde (724429-162473) som SMHI kallar för Ovan VDRID = Verbobäcken i Malåns vattendragsyta. Medelhöjden är 354 meter över havet och ytan är 17,59 kvadratkilometer. Räknas de 10 avrinningsområdena uppströms in blir den ackumulerade arean 265,44 kvadratkilometer. Malån som avvattnar avrinningsområdet har biflödesordning 2, vilket innebär att vattnet flödar genom totalt 2 vattendrag innan det når havet efter 162 kilometer. Avrinningsområdet består mestadels av skog (92 procent). Avrinningsområdet har 0,13 kvadratkilometer vattenytor vilket ger det en sjöprocent på 0,7 procent.